# 1954-es magyar birkózóbajnokság
Az 1954-es magyar birkózóbajnokság a negyvenhetedik magyar bajnokság volt. A kötöttfogású bajnokságot október 23. és 24. között, a szabadfogású bajnokságot pedig március 13. és 14. között rendezték meg, mindkettőt Budapesten, a Nemzeti Sportcsarnokban.

## Eredmények

### Férfi kötöttfogás
| Versenyszám  | Arany                    | Arany | Ezüst                    | Ezüst | Bronz                   | Bronz |
| ------------ | ------------------------ | ----- | ------------------------ | ----- | ----------------------- | ----- |
| Lepkesúly    | Kenéz Béla Északnyugat   |       | Baranya István Budapest  |       | Méhész Mihály Budapest  |       |
| Légsúly      | Hódos Imre Kelet         |       | Bencze Lajos Budapest    |       | Kurucz Attila Budapest  |       |
| Pehelysúly   | Polyák Imre Budapest     |       | Hullai József Dél        |       | Viczek József Észak     |       |
| Könnyűsúly   | Tarr Gyula Budapest      |       | Tóth Gyula Budapest      |       | Sipos László Kelet      |       |
| Váltósúly    | Gál József Északnyugat   |       | Kassai Mihály Budapest   |       | Zsibrita János Dél      |       |
| Középsúly    | Balla István Északnyugat |       | Zaka Zoltán Budapest     |       | Maleczky Ottó Budapest  |       |
| Félnehézsúly | Kovács Gyula Budapest    |       | Reznák János Északnyugat |       | Finyák Sándor Nyugat    |       |
| Nehézsúly    | Növényi Norbert Budapest |       | Vászin Péter Dél         |       | Holovitz Ernő Délnyugat |       |

### Férfi szabadfogás
| Versenyszám  | Arany                    | Arany | Ezüst                    | Ezüst | Bronz                     | Bronz |
| ------------ | ------------------------ | ----- | ------------------------ | ----- | ------------------------- | ----- |
| Lepkesúly    | Völgyi László Budapest   |       | Páger Antal Budapest     |       | Benkő Gyula Dél           |       |
| Légsúly      | Bencze Lajos Budapest    |       | Móni Béla Budapest       |       | Kántor Ferenc Budapest    |       |
| Pehelysúly   | Hoffmann Géza Budapest   |       | Galántai Bálint Budapest |       | Viczek József Észak       |       |
| Könnyűsúly   | Tóth Gyula Budapest      |       | Sipos László Kelet       |       | Kun István Észak          |       |
| Váltósúly    | Radics Lajos Budapest    |       | Kinizsi Rudolf Budapest  |       | Fejes Ferenc Északnyugat  |       |
| Középsúly    | Gurics György Budapest   |       | Szakács Tibor Budapest   |       | Zaka Zoltán Budapest      |       |
| Félnehézsúly | Kovács József Budapest   |       | Reznák János Északnyugat |       | Tóth István Északnyugat   |       |
| Nehézsúly    | Növényi Norbert Budapest |       | Vászin Péter Dél         |       | Botond József Északnyugat |       |